# Golice (gromada w powiecie siedleckim)
Golice (od 1 I 1959 Żabokliki) – dawna gromada, czyli najmniejsza jednostka podziału terytorialnego Polskiej Rzeczypospolitej Ludowej w latach 1954–1972.
Gromady, z gromadzkimi radami narodowymi (GRN) jako organami władzy najniższego stopnia na wsi, funkcjonowały od reformy reorganizującej administrację wiejską przeprowadzonej jesienią 1954 do momentu ich zniesienia z dniem 1 stycznia 1973, tym samym wypierając organizację gminną w latach 1954–1972.
Gromadę Golice z siedzibą GRN w Golicach utworzono – jako jedną z 8759 gromad – w powiecie siedleckim w woj. warszawskim, na mocy uchwały nr VI/10/18/54 WRN w Warszawie z dnia 5 października 1954. W skład jednostki weszły obszary dotychczasowych gromad Golice, Golice kolonia, Jagodne, Stara Wieś, Topórek, Żabokliki i Żabokliki kolonia ze zniesionej gminy Stara Wieś w tymże powiecie. Dla gromady ustalono 14 członków gromadzkiej rady narodowej.
29 lutego 1956 z gromady Golice wyłączono obszar gruntów o powierzchni 153 ha należących do Technikum Weterynaryjnego, włączając go do Siedlec (powiat miejski).
1 stycznia 1958 z gromady Golice wyłączono obszar o powierzchni 10 ha stanowiący enklawę gromady Golice położoną w granicach miasta Siedlce, włączając ją do miasta Siedlce (powiat miejski) w tymże województwie.
Gromadę zniesiono 1 stycznia 1959 w związku z przeniesieniem siedziby GRN z Golic do Żaboklik i zmianą nazwy jednostki na gromada Żabokliki.